# هوهانس بارویان
هوهانس واغارشاکی بارویان (ارمنی: Հովհաննես Վաղարշակի Բարոյան؛  زادهٔ ۲۴ دسامبر ۱۹۰۶ - درگذشته ۲۷ سپتامبر ۱۹۸۵) پزشک، همه‌گیرشناس، ویروس‌شناس و میکروبیولوژیست اهل ارمنستان بود.

## زندگی‌نامه
وی در ۶ ژانویه ۱۹۰۷ [سبک قدیمی: ۲۴ دسامبر] ۱۹۰۶ در ایروان به دنیا آمد و از نخستین دانشگاه دولتی پزشکی ایوان سچنوف مسکو (۱۹۳۱) فارغ‌التحصیل گشت. وی عضو انجمن جغرافیایی آمریکا، انجمن بین‌المللی همه‌گیرشناسی و انجمن پزشکی یان اوانگلستا پورکینیه جمهوری چک بود. وی همچنین برندهٔ جوایزی همچون نشان لنین، نشان جنگ میهنی (درجه دو)، نشان انقلاب اکتبر، نشان ستاره سرخ، نشان پرچم سرخ کار، نشان برجسته افتخار، نشان دوستی خلق و دانشمند شایسته ارمنستان شوروی (۱۹۷۲) شده است. وی در ۲۷ سپتامبر ۱۹۸۵ در سن ۷۸ سالگی در مسکو درگذشت و در گورستان کونتسفو به خاک سپرده شد.

## یادداشت
1. ↑  բժշկական գիտությունների դոկտոր
2. ↑  Դաղստանի պետական բժշկական համալսարան
3. ↑  en:Russian Red Cross Society
4. ↑  ru:НИИ_вирусологии_имени_Д._И._Ивановского_РАМН
5. ↑  Russian Academy of Medical Sciences
6. ↑   Նիկոլայ Գամալեյայի անվան համաճարակաբանության և մանրէաբանության գիտահետազոտական ինստիտուտ